# Écurey-en-Verdunois
Écurey-en-Verdunois és un municipi francès situat al departament del Mosa i a la regió del Gran Est. L'any 2007 tenia 134 habitants.

## Demografia

### Població
El 2007 la població de fet d'Écurey-en-Verdunois era de 134 persones. Hi havia 59 famílies, de les quals 28 eren unipersonals (16 homes vivint sols i 12 dones vivint soles), 12 parelles sense fills i 19 parelles amb fills.
La població ha evolucionat segons el següent gràfic:
Habitants censats

### Habitatges
El 2007 hi havia 97 habitatges, 63 eren l'habitatge principal de la família, 31 eren segones residències i 3 estaven desocupats. Tots els 97 habitatges eren cases. Dels 63 habitatges principals, 58 estaven ocupats pels seus propietaris, 3 estaven llogats i ocupats pels llogaters i 2 estaven cedits a títol gratuït; 4 tenien tres cambres, 15 en tenien quatre i 45 en tenien cinc o més. 49 habitatges disposaven pel capbaix d'una plaça de pàrquing. A 27 habitatges hi havia un automòbil i a 19 n'hi havia dos o més.

### Piràmide de població
La piràmide de població per edats i sexe el 2009 era:
| Homes | Edats   | Dones |
| ----- | ------- | ----- |
| 0     | 95 o +  | 0     |
| 0     | 90 a 94 | 0     |
| 0     | 85 a 89 | 8     |
| 0     | 80 a 84 | 4     |
| 0     | 75 a 79 | 4     |
| 4     | 70 a 74 | 4     |
| 8     | 65 a 69 | 0     |
| 12    | 60 a 64 | 4     |
| 0     | 55 a 59 | 8     |
| 8     | 50 a 54 | 4     |
| 4     | 45 a 49 | 8     |
| 0     | 40 a 44 | 4     |
| 8     | 35 a 39 | 8     |
| 4     | 30 a 34 | 4     |
| 4     | 25 a 29 | 8     |
| 4     | 20 a 24 | 0     |
| 0     | 15 a 19 | 4     |
| 0     | 10 a 14 | 4     |
| 12    | 5 a 9   | 8     |
| 8     | 0 a 4   | 4     |

## Economia
El 2007 la població en edat de treballar era de 72 persones, 45 eren actives i 27 eren inactives. De les 45 persones actives 40 estaven ocupades (26 homes i 14 dones) i 6 estaven aturades (1 home i 5 dones). De les 27 persones inactives 7 estaven jubilades, 11 estaven estudiant i 9 estaven classificades com a «altres inactius».

### Ingressos
El 2009 a Écurey-en-Verdunois hi havia 65 unitats fiscals que integraven 143 persones, la mediana anual d'ingressos fiscals per persona era de 12.614 €.

## Poblacions més properes
El següent diagrama mostra les poblacions més properes.